# Thomas Anders/Diskografie
Diese Diskografie ist eine Übersicht über die musikalischen Werke des deutschen Pop- und Schlagersänger Thomas Anders. Mit 125 Millionen verkauften Tonträgern als Teil des Duos Modern Talking gehört er zu den kommerziell erfolgreichsten deutschen Sängern.

## Alben

### Studioalben
| Jahr | Titel                                           | Höchstplatzierung, Gesamtwochen, AuszeichnungChartplatzierungen (Jahr, Titel, Platzierungen, Wochen, Auszeichnungen, Anmerkungen) | Höchstplatzierung, Gesamtwochen, AuszeichnungChartplatzierungen (Jahr, Titel, Platzierungen, Wochen, Auszeichnungen, Anmerkungen) | Höchstplatzierung, Gesamtwochen, AuszeichnungChartplatzierungen (Jahr, Titel, Platzierungen, Wochen, Auszeichnungen, Anmerkungen) | Anmerkungen                                              |
| Jahr | Titel                                           | DE | AT | CH | Anmerkungen                                              |
| ---- | ----------------------------------------------- | --- | --- | --- | -------------------------------------------------------- |
| 1989 | Different                                       | — | — | — | Erstveröffentlichung: 29. August 1989                    |
| 1991 | Whispers                                        | — | — | — | Erstveröffentlichung: 17. Mai 1991                       |
| 1992 | Down on Sunset                                  | — | — | — | Erstveröffentlichung: 1. September 1992                  |
| 1993 | When Will I See You Again                       | — | — | — | Erstveröffentlichung: 23. Juni 1993                      |
| 1994 | Barcos de Cristal                               | — | — | — | Erstveröffentlichung: 19. April 1994                     |
| 1995 | Souled                                          | — | — | — | Erstveröffentlichung: 7. Mai 1995                        |
| 2004 | This Time                                       | DE14 (3 Wo.)DE | — | — | Erstveröffentlichung: 23. Februar 2004                   |
| 2006 | Songs Forever                                   | DE43 (2 Wo.)DE | — | — | Erstveröffentlichung: 3. März 2006                       |
| 2010 | Strong                                          | — | — | — | Erstveröffentlichung: 7. Februar 2010 Verkäufe: + 20.000 |
| 2012 | Christmas for You                               | DE99 (1 Wo.)DE | — | — | Erstveröffentlichung: 16. November 2012                  |
| 2016 | History                                         | DE42 (1 Wo.)DE | — | — | Erstveröffentlichung: 27. Mai 2016                       |
| 2017 | Pures Leben                                     | DE14 (8 Wo.)DE | AT31 (3 Wo.)AT | CH51 (2 Wo.)CH | Erstveröffentlichung: 7. April 2017                      |
| 2018 | Ewig mit dir                                    | DE12 (5 Wo.)DE | AT30 (3 Wo.)AT | CH60 (1 Wo.)CH | Erstveröffentlichung: 19. Oktober 2018                   |
| 2021 | Cosmic                                          | — | — | CH70 (1 Wo.)CH | Erstveröffentlichung: 26. März 2021                      |
| 2025 | …sings Modern Talking: The 1st Album            | DE5 (8 Wo.)DE | AT11 (1 Wo.)AT | CH54 (1 Wo.)CH | Erstveröffentlichung: 7. März 2025                       |
| 2025 | …sings Modern Talking: Let’s Talk About Love    | DE5 (2 Wo.)DE | AT7 (1 Wo.)AT | CH64 (1 Wo.)CH | Erstveröffentlichung: 2. Mai 2025                        |
| 2025 | …sings Modern Talking: Ready for Romance        | DE4 (2 Wo.)DE | AT14 (1 Wo.)AT | CH62 (1 Wo.)CH | Erstveröffentlichung: 20. Juni 2025                      |
| 2025 | …sings Modern Talking: In the Middle of Nowhere | DE5 (… Wo.)DE | AT13 (… Wo.)AT | CH40 (… Wo.)CH | Erstveröffentlichung: 8. August 2025                     |

### Gemeinschaftsalben
| Jahr | Titel     | Höchstplatzierung, Gesamtwochen, AuszeichnungChartplatzierungen (Jahr, Titel, Platzierungen, Wochen, Auszeichnungen, Anmerkungen) | Höchstplatzierung, Gesamtwochen, AuszeichnungChartplatzierungen (Jahr, Titel, Platzierungen, Wochen, Auszeichnungen, Anmerkungen) | Höchstplatzierung, Gesamtwochen, AuszeichnungChartplatzierungen (Jahr, Titel, Platzierungen, Wochen, Auszeichnungen, Anmerkungen) | Anmerkungen                                                                           |
| Jahr | Titel     | DE | AT | CH | Anmerkungen                                                                           |
| ---- | --------- | --- | --- | --- | ------------------------------------------------------------------------------------- |
| 2011 | Two       | DE11 (5 Wo.)DE | — | — | Erstveröffentlichung: 10. Juni 2011 mit Uwe Fahrenkrog-Petersen als Anders/Fahrenkrog |
| 2020 | Das Album | DE1 Platin · (51 Wo.)DE | AT1 Gold · (29 Wo.)AT | CH1 (32 Wo.)CH | Erstveröffentlichung: 5. Juni 2020 Verkäufe: + 207.500; mit Florian Silbereisen       |
| 2024 | Nochmal!  | DE1 (4 Wo.)DE | AT2 (3 Wo.)AT | CH3 (3 Wo.)CH | Erstveröffentlichung: 27. Dezember 2024 mit Florian Silbereisen                       |

### Livealben
- 1997: Live In Concert (feat. Jazzclub)

### Kompilationen
| Jahr | Titel                   | Höchstplatzierung, Gesamtwochen, AuszeichnungChartplatzierungen (Jahr, Titel, Platzierungen, Wochen, Auszeichnungen, Anmerkungen) | Höchstplatzierung, Gesamtwochen, AuszeichnungChartplatzierungen (Jahr, Titel, Platzierungen, Wochen, Auszeichnungen, Anmerkungen) | Höchstplatzierung, Gesamtwochen, AuszeichnungChartplatzierungen (Jahr, Titel, Platzierungen, Wochen, Auszeichnungen, Anmerkungen) | Anmerkungen                         |
| Jahr | Titel                   | DE | AT | CH | Anmerkungen                         |
| ---- | ----------------------- | --- | --- | --- | ----------------------------------- |
| 2020 | Alles Anders Collection | DE88 (1 Wo.)DE | — | — | Erstveröffentlichung: 29. Mai 2020  |
| 2021 | Das Leben ist jetzt     | DE47 (1 Wo.)DE | — | CH86 (1 Wo.)CH | Erstveröffentlichung: 11. Juni 2021 |

Weitere Kompilationen
- 1992: For Your Love
- 1995: Golden Stars
- 1998: How Deep Is Your Love
- 2010: Greatest Hits (nicht in Deutschland erschienen)
- 2011: Hits & Raritäten (Thomas Anders & Modern Talking)
- 2011: Balladen
- 2012: Best Of
- 2014: The Love In Me
- 2016: My Star

## Singles
| Jahr | Titel Album                                            | Höchstplatzierung, Gesamtwochen, AuszeichnungChartplatzierungen (Jahr, Titel, Album, Platzierungen, Wochen, Auszeichnungen, Anmerkungen) | Höchstplatzierung, Gesamtwochen, AuszeichnungChartplatzierungen (Jahr, Titel, Album, Platzierungen, Wochen, Auszeichnungen, Anmerkungen) | Höchstplatzierung, Gesamtwochen, AuszeichnungChartplatzierungen (Jahr, Titel, Album, Platzierungen, Wochen, Auszeichnungen, Anmerkungen) | Anmerkungen                                                      |
| Jahr | Titel Album                                            | DE | AT | CH | Anmerkungen                                                      |
| ---- | ------------------------------------------------------ | --- | --- | --- | ---------------------------------------------------------------- |
| 1989 | Love of My Own Different                               | DE24 (13 Wo.)DE | — | — | Erstveröffentlichung: 26. April 1989                             |
| 1991 | Can’t Give You Anything Whispers                       | DE73 (5 Wo.)DE | — | — | Erstveröffentlichung: 30. September 1991                         |
| 1992 | How Deep Is Your Love Down on Sunset                   | DE71 (5 Wo.)DE | — | — | Erstveröffentlichung: 27. Juli 1992                              |
| 1992 | Standing Alone Down on Sunset                          | DE72 (4 Wo.)DE | — | — | Erstveröffentlichung: 26. Oktober 1992 mit Glenn Medeiros        |
| 1993 | When Will I See You Again                              | DE37 (11 Wo.)DE | — | — | Erstveröffentlichung: 23. Juli 1993 feat. The Three Degrees      |
| 1993 | I’ll Love You Forever When Will I See You Again        | DE79 (6 Wo.)DE | — | — | Erstveröffentlichung: 21. September 1993                         |
| 2003 | Independent Girl This Time                             | DE17 (7 Wo.)DE | AT57 (2 Wo.)AT | — | Erstveröffentlichung: 10. November 2003                          |
| 2004 | King of Love This Time                                 | DE37 (7 Wo.)DE | — | — | Erstveröffentlichung: 2. Februar 2004                            |
| 2004 | Tonight Is the Night This Time                         | DE60 (3 Wo.)DE | — | — | Erstveröffentlichung: 3. Mai 2004                                |
| 2004 | Just Dream –                                           | DE64 (1 Wo.)DE | — | — | Erstveröffentlichung: 18. Oktober 2004                           |
| 2009 | The Night Is Still Young Back to Life                  | DE46 (3 Wo.)DE | — | — | Erstveröffentlichung: 8. Mai 2009 Sandra feat. Thomas Anders     |
| 2011 | Gigolo Two                                             | DE40 (4 Wo.)DE | — | — | Erstveröffentlichung: 27. Mai 2011 als Anders/Fahrenkrog         |
| 2018 | Sie sagte doch sie liebt mich Ewig mit dir / Das Album | DE70 (1 Wo.)DE | — | — | Erstveröffentlichung: 19. Oktober 2018 feat. Florian Silbereisen |

Weitere Singles
| - 1980: Judy - 1980: Du weinst um ihn - 1981: Es war die Nacht der ersten Liebe - 1982: Ich will nicht dein Leben - 1983: Was macht das schon - 1983: Wovon träumst du denn (in seinen Armen) - 1984: Endstation Sehnsucht - 1984: Heißkalter Engel - 1984: Es geht mir gut heut’ Nacht - 1989: One Thing - 1990: Soldier - 1991: The Sweet Hello, The Sad Goodbye - 1991: True Love - 1994: The Love in Me - 1994: Road to Higher Love - 1995: Never Knew Love Like This Before - 1995: A Little Bit of Lovin’ - 1997: Every Word You Said (als Chain Reaction) - 2006: A Very Special Feeling - 2008: Ziele (mit Sistanova) - 2008: Ibiza – Baba Baya (Sound Chateau feat. Thomas Anders) - 2008: For You (Sound Chateau feat. Thomas Anders) - 2008: Kisses for Christmas - 2010: Why Do You Cry (nur in Russland erschienen) - 2010: Stay with Me (nur in Russland erschienen) - 2010: The Christmas Song - 2011: No More Tears on the Dancefloor (als Anders/Fahrenkrog) - 2012: No Ordinary Love (Kamaliya feat. Thomas Anders, nur in der Ukraine und Russland erschienen) - 2013: We Are One (Omid Soltani feat. Thomas Anders) - 2014: Everybody Wants to Rule the World (nur in Russland erschienen) | - 2015: Take the Chance - 2016: Lunatic - 2016: Love Is in the Air - 2017: Der beste Tag meines Lebens - 2017: Sternenregen - 2017: Das Lied das Leben heißt - 2018: Das Leben ist jetzt - 2019: Sie hat es wieder getan (mit Florian Silbereisen) - 2020: Versuch’s noch mal mit mir (mit Florian Silbereisen) - 2020: Cosmic Rider - 2020: Hand in Hand (als Teil der Hand in Hand All Stars) - 2021: Another Night, Another Heartache - 2021: Undercover Lover - 2021: Modern Talking (Connect The Nation) - 2021: Wir tun es nochmal (mit Florian Silbereisen) - 2022: Alles wird gut (mit Florian Silbereisen) - 2022: Mary’s Boy Child (mit Florian Silbereisen) - 2023: The Journey of Life - 2024: You’re My Heart, You’re My Soul (Thomas’ Version) - 2025: There’s Too Much Blue in Missing You (Thomas’ Version) - 2025: Don’t Fly Too High - 2025: Cheri, Cheri Lady (Thomas’ Version) - 2025: With a Little Love (Thomas’ Version) - 2025: Don’t Break My Soul - 2025: Brother Louie (Thomas’ Version) - 2025: Atlantis Is Calling (S.O.S. for Love) (Thomas’ Version) - 2025: Midnight Lover - 2025: Geronimo’s Cadillac (Thomas’ Version) - 2025: Lonely Tears in Chinatown (Thomas’ Version) |

## Statistik

### Chartauswertung
|                     | DE     | AT    | CH     |
| ------------------- | ------ | ----- | ------ |
| Nummer-eins-Alben   | DE2DE  | AT1AT | CH1CH  |
| Top-10-Alben        | DE6DE  | AT3AT | CH2CH  |
| Alben in den Charts | DE15DE | AT7AT | CH10CH |

|                       | DE     | AT    |
| --------------------- | ------ | ----- |
| Nummer-eins-Singles   | DE—DE  | AT—AT |
| Top-10-Singles        | DE—DE  | AT—AT |
| Singles in den Charts | DE13DE | AT1AT |

### Auszeichnungen für Musikverkäufe
| Platin-Schallplatte - Russland - 2010: für das Album Strong |

Anmerkung: Auszeichnungen in Ländern aus den Charttabellen bzw. Chartboxen sind in ebendiesen zu finden.
| Land/RegionAuszeichnungen für Musikverkäufe (Land/Region, Auszeichnungen, Verkäufe, Quellen) | Gold  | Platin     | Verkäufe | Quellen               |
| -------------------------------------------------------------------------------------------- | ----- | ---------- | -------- | --------------------- |
| Deutschland (BVMI)                                                                           | —     | Platin1    | 200.000  | musikindustrie.de     |
| Österreich (IFPI)                                                                            | Gold1 | —          | 7.500    | ifpi.at               |
| Russland (NFPF)                                                                              | —     | Platin1    | 20.000   | RMI Report 2010 (PDF) |
| Insgesamt                                                                                    | Gold1 | 2× Platin2 |          |                       |